# André de Mandach
André de Mandach (* 16. September 1918 in Bern; † 26. September 1998 in Bolligen) war ein Schweizer Romanist und Mediävist.

## Leben
André de Mandach war der Sohn des Berner Kunstgeschichtlers Conrad von Mandach. Er studierte von 1938 bis 1944 Romanistik und Kunstgeschichte in Bern, Genf, Lyon und Neuchâtel. In Neuchâtel wurde er 1945 von André Burger (1896–1985) promoviert. Er ging in die Vereinigten Staaten und lehrte am Lafayette College, an der Princeton University, an der Tufts University und an der Central Michigan University. 1963 habilitierte er sich an der Universität Neuenburg bei Jean Rychner und wurde Privatdozent. Zwischen 1963 und 1976 war er mehrfach Gastprofessor (in München, Heidelberg und Zürich).

## Veröffentlichungen (Auswahl)
- Molière et la comédie de moeurs en Angleterre (1660–68). Essai de littérature comparée. La Baconnière, Neuchâtel 1946. (Dissertation)
- Naissance et développement de la chanson de geste en Europe. 2 Bde. Droz, Genf 1961–1963.
  - 1. La Geste de Charlemagne et de Roland
  - 2. Chronique de Turpin. Texte anglo-normand inédit de Willem de Briane (Arundel 220)
- (Hrsg.) Adalbert Hämel: Der Pseudo-Turpin von Compostela. Verlag der Bayerischen Akademie der Wissenschaften, München 1965.
- Chronique dite Saintongeaise. Texte franco-occitan inédit «Lee». A la découverte d’une chronique gasconne du XIIIème siècle et de sa poitevinisation. Niemeyer, Tübingen 1970. De Gruyter, Berlin 2014.
- Errichtung und Einsatz des multimedialen Sprachlabors. Anleitung zur Wahl der richtigen Konzeption. Wegweiser bei der Einrichtung. Bibliographie. Pamir-Verlag, Bern 1974.
- Chanson d’Aspremont. Manuscrit Venise VI et textes anglo-normands inédits, British Museum additional 35289 et Cheltenham 26119. 2 Bde. Droz, Genf 1975–1980.
- (Hrsg.) Le jeu des trois rois de Neuchâtel transcrit par Johannes de Bosco. Droz, Genf 1982. (kritische Ausgabe)
- La geste de Fierabras. Le jeu du réel et de l’invraisemblable. Avec des textes inédits. Droz, Genf 1987.
- Der Trajan- und Herkinbald-Teppich. Die Entdeckung einer internationalen Portraitgalerie des 15. Jahrhunderts. Benteli, Bern 1987.
- Chanson de Roland. Transferts de mythe dans le monde occidental et oriental. Droz, Genf 1993.
- Auf den Spuren des heiligen Gral. Die gemeinsame Vorlage im pyrenäischen Geheimcode von Chrétien de Troyes und Wolfram von Eschenbach. Neue Version. Kümmerle, Göppingen 1995.